# Натаніель Боудітч
Натаніель Боудітч (англ. Nathaniel Bowditch; 26 березня 1773 – 16 березня 1838) був раннім американським математиком, відомим своєю роботою з океанської навігації. Його часто називають засновником сучасної морської навігації; його книга «Новий американський практичний навігатор», вперше опублікована в 1802 році, досі є на борту кожного корабля ВМС США.

## Біографія
Натаніель Боудітч, четвертий із семи дітей, народився в Сейлемі, провінція Массачусетської затоки, в родині Авакума Боудітча, бондаря, який свого часу також був моряком, але припинив роботу після того, як його корабель сів на мілину в 1775 році, і Мері Інгерсолл Боудітч. У віці десяти років його змусили залишити школу, щоб працювати в бондарній майстерні свого батька, а в дванадцять років він отримав контракт на дев’ять років учнем бухгалтера у суднового продавця. Тут він вперше навчився бухгалтерії, що стало важливим кроком у його житті.
У 1786 році, у віці чотирнадцяти років, Боудітч почав вивчати алгебру, а через два роки він сам навчився численню. Він також навчився латини в 1790 році та французької мови в 1792 році, щоб він міг читати математичні праці, такі як «Математичні начала натуральної філософії» Ісаака Ньютона. Він знайшов тисячі помилок у «Новому практичному навігаторі» Джона Гамільтона Мура; у вісімнадцять років він скопіював усі математичні статті філософських праць Лондонського королівського товариства. Серед багатьох його значних наукових внесків був переклад П’єра-Симона де Лапласа Mécanique céleste, великої праці з математики та теоретичної астрономії. Цей переклад мав вирішальне значення для розвитку астрономії в Сполучених Штатах.
Серендипність допомогла Боудітчу в самостійному дослідженні, оскільки він зміг скористатися бібліотекою видатного ірландського хіміка Річарда Кірвана: Г’ю Гілл, корсар із Сейлема, який був капітаном «Пілігрима», перехопив корабель, який перевозив бібліотеку між Ірландією та Англією, та повернув бібліотеку до Сейлема в 1781 році. У 1795 році Боудітч відправився в море в першу з чотирьох подорожей як корабельний клерк і капітанський письменник. Його п'ята подорож була як капітана і співвласника корабля. Після цієї подорожі він повернувся до Сейлема в 1803 році, щоб відновити свої математичні дослідження та почати страховий бізнес. 
У 1802 році вперше була опублікована його книга «Американський практичний мореплавець». Того ж року Гарвардський університет присудив Боудітчу почесний ступінь.
У 1804 році Боудітч став першим в Америці страховим актуарієм як президент Ессексської пожежної та морської страхової компанії в Сейлемі. Під його керівництвом компанія процвітала, незважаючи на складні політичні умови та війну 1812 року. 
Математична та астрономічна робота Боудітча в цей час принесла йому значний авторитет, включаючи обрання до Американської академії мистецтв і наук у 1799 році та до Американського філософського товариства у 1809 році. У 1806 році йому запропонували кафедру математики та фізики в Гарварді, але він відмовився. У 1804 році була опублікована стаття про його спостереження за Місяцем, а в 1806 році він опублікував морські карти кількох гаваней, включаючи Сейлем. Далі було опубліковано більше наукових публікацій, включаючи дослідження вибуху метеора (1807), три статті про орбіти комет (1815, 1818, 1820) і дослідження фігур Ліссажу, створених рухом маятника, підвішеного до двох точок (1815). 
У 1816 році Гарвард нагородив Натаніеля Боудітча званням почесного доктора права. 
Окрім Гарварду, Військова академія Сполучених Штатів і Університет Вірджинії запропонували Боудітчу очолити кафедри з математики. Боудітч знову відмовився від цих пропозицій, можливо (у випадку Університету Вірджинії), тому що запропонована зарплата в 2000 доларів становила дві третини зарплати, яку він отримував як президент страхової компанії. 
Переклад Боудітчем перших чотирьох томів Traité de mécanique céleste Лапласа був завершений до 1818 р. Публікація роботи, однак, була відкладена на багато років, швидше за все, через вартість. Тим не менш, він продовжував працювати над нею з допомогою Бенджаміна Пірса, додавши коментарі, які подвоїли її обсяг. 
До 1819 року міжнародна репутація Боудітча настільки зросла, що його обрали членом Единбурзького та Лондонського королівських товариств, а також Королівської ірландської академії. 
У 1823 році Боудітч покинув Ессексську пожежно-морську страхову компанію, щоб стати актуарієм Массачусетської лікарняної страхової компанії в Бостоні. Там він служив «менеджером грошей»              (менеджером інвестицій) для заможних людей, які заробили свої статки на морі, спрямовуючи свої статки на виробництво. У результаті такі міста, як Лоуелл, процвітали. 
Переїзд Боудітча з Сейлема до Бостона передбачав передачу понад 2500 книг, 100 карт і діаграм, а також 29 томів його власних рукописів. 

### Смерть та вшанування пам'яті
Боудітч помер у Бостоні в 1838 році від раку шлунка. Він похований на цвинтарі Маунт-Оберн, де йому було встановлено пам'ятник завдяки громадським зборам. 
Статуя була першою бронзовою статуєю в натуральну величину, відлитою в Америці. Її створив відомий скульптор Роберт Бол Хьюз. 

Морське товариство Сейлема написало такий панегірик: 
У його смерті пішов громадський, національний, людський благодійник. Не тільки ця громада і не тільки наша країна, а весь світ має підстави вшанувати його пам'ять. Коли голос хвали перестане лунати, не буде потрібно жодного пам’ятника, щоб зберегти пам’ять про нього серед людей; але поки кораблі пливуть, стрілка вказує на північ, а зірки йдуть своїми звичайними шляхами на небі, ім’я доктора Боудітча шануватимуть як того, хто допоміг своїм ближнім у скруту, хто був і є провідником для них через бездоріжжя океанів і тим, хто відстоював великі інтереси людства. 
У 1840-х і 1850-х роках син Боудітча, доктор Х. І. Боудітч, керував «Бібліотекою Боудітча» на Отіс Плейс у фінансовому районі Бостона. Вона була «безкоштовна для тих, хто проживає в Бостоні чи його околицях... Це бібліотека покійного Натаніеля Боудітча, і вона має майже виключно науковий характер». У 1858 році родина передала колекцію, «яка складається здебільшого з математичних і астрономічних праць», до Бостонської публічної бібліотеки. 

## Сім'я
У 1798 році Боудітч одружився з Елізабет Бордман, яка померла через сім місяців. У 1800 році Боудітч одружився зі своєю другою дружиною та двоюрідною сестрою Мері «Поллі» Інгерсолл Боудітч (1781–1834). У них було 2 доньки та 6 синів, у тому числі Генрі Інгерсолл Боудітч (англ. Henry Ingersoll Bowditch), який був відомим лікарем і прихильником аболіціонізму. Серед його онуків були Генрі Пікерінг Боудітч і Чарльз Пікерінг Боудітч. 

## Членство в наукових товариствах
- 1799 Американська академія мистецтв і наук; Президент з 1829 року.
- 1809 Американське філософське товариство
- 1818 Лондонське королівське товариство та Единбурзьке королівське товариство
- 1819 Королівська ірландська академія

## Спадщина
Корабель океанографічних досліджень USNS Bowditch і Nathaniel Bowditch, швидкісний пасажирський пором-катамаран, що обслуговує центри Бостона і Сейлема, були названі на його честь, як і місячний кратер. Крім того, шхуна, розроблена Вільямом Хендом, побудована в 1922 році, яка зараз є частиною флоту Windjammer штату Мен і відпливає з Рокленда, штат Мен, також названа на честь Натаніеля Боудітча. 
Гімназія, дві середні школи та гуртожиток в Америці також були названі на його честь у Бостоні, Фостер-Сіті, Каліфорнія (середня школа Боудітч), Сейлемі, Массачусетс і державному коледжі Сейлема, відповідно. Він також дав своє ім'я вулиці в Берклі, Каліфорнія. Актор Девід Морс був названий на його честь — Девід Боудітч Морс. 
Парк Боудітч-Пойнт у Форт-Майерс-Біч, штат Флорида, названий на честь Боудітча. 
У 2001 році на його честь було названо початкову та середню школу в Сейлемі. 
У 2014 році Боудітч був включений до Національної зали слави вітрильного спорту.